# American Sociological Association
La American Sociological Association (en español, Asociación Estadounidense de Sociología) (ASA, por sus siglas en inglés), fundada en 1905 con el nombre American Sociological Society (ASS), es una organización sin ánimo de lucro dedicada al avance de la disciplina y la profesión de la sociología. La asociación se marca como tarea el apoyar a los sociólogos en su tarea y promocionar sus contribuciones a la sociedad. 
ASA celebra anualmente un congreso, el American Sociological Association Annual Meeting, que cuenta con la presencia de unos 6000 participantes. Además la asociación edita varias publicaciones académicas, entre las que destaca la American Sociological Review.
Con unos 13 000 miembros, entre los que se encuentran profesores, alumnos, investigadores y becarios, la ASA es la asociación profesional de sociología más grande del mundo.

## Presidentes
El primer presidente de ASA fue Lester Frank Ward, considerado el padre de la sociología norteamericana. Durante estos años han ocupado la presidenta de la asociación destacados sociólogos como Talcott Parsons en 1949, Robert Merton en 1957, Erving Goffman en 1982 o James Coleman en 1992. La actual presidenta (2009), que hace la presidencia número 100, es la profesora de la Universidad de Maryland Patricia Hill Collins, conocida popularmente por su libro Black Feminist.

## Iniciativa Wikipedia
En otoño de 2011, la ASA lanzó su iniciativa "Sociología en Wikipedia". El objetivo general de la iniciativa es que los sociólogos se involucren en los procesos de escritura y edición para asegurar que los artículos de las ciencias sociales estén actualizados, completos, precisos y escritos apropiadamente. Erik Olin Wright, presidente de la Asociación en aquel periodo, pidió mejorar las entradas sociológicas motivando a profesores y estudiantes a que se involucren para realizar tareas de escritura de Wikipedia en clase. En colaboración con la Fundación Wikimedia y un grupo de investigación de la Universidad Carnegie Mellon, la ASA desarrolló su Portal Wikipedia. El mismo proporciona tutoriales sobre cómo contribuir, debates en video de normas y procedimientos, listas de artículos y áreas temáticas que necesitaban mejoras. El Portal también proporciona instrucciones para los profesores sobre cómo usar asignaciones de escritura de Wikipedia para cursos académicos.

## Publicaciones periódicas
ASA edita periódicamente once publicaciones:
- American Sociological Review
- City & Community
- Contemporary Sociology
- Contexts
- Journal of Health and Social Behavior
- Rose Series
- Social Psychology Quarterly
- Sociological Methodology
- Sociological Theory
- Sociology of Education
- Teaching Sociology